# Astanajapura (plaats)
Astanajapura is een bestuurslaag in het regentschap Cirebon van de provincie West-Java, Indonesië. Astanajapura telt 6990 inwoners (volkstelling 2010).